# Celebeszi kalászhal
A celebeszi kalászhal vagy celebeszi vitorláshal (Telmatherina ladigesi) a sugarasúszójú halak osztályába, a kalászhalalakúak (Atheriniformes) rendjébe és a Telmatherinidae családjába tartozó faj.

## Előfordulása
Indonézia édesvizeiben honos.

## Megjelenése
A hím testhossza 6–8 centiméter, a nőstényé 5–7 centiméter.